# 1954 في بلجيكا
فيما يلي قوائم الأحداث التي وقعت خلال عام 1954 في بلجيكا.

## رياضة
- 20 يونيو – جائزة بلجيكا الكبرى 1954 الفائز خوان مانويل فانجيو.

## مواليد

### يناير
- 1 يناير – إيريك توسان مؤرخ بلجيكي.

### فبراير
- 28 فبراير – جان بورغين

### مارس
- 10 مارس – لوك داردين

### مايو
- 18 مايو – إيريك غيريتس لاعب كرة قدم بلجيكي.

### يونيو
- 15 يونيو – رودي بيفيناجي درّاج طريق بلجيكي.

### سبتمبر
- 16 سبتمبر – بات دو بري لاعب كرة مضرب أمريكي.

### أكتوبر
- 16 أكتوبر – باول لامبريتشس لاعب كرة قدم.
- 19 أكتوبر – غوي داردين لاعب كرة قدم بلجيكي.
- 19 أكتوبر – ويلي ويلنس لاعب كرة قدم بلجيكي.

### نوفمبر
- 26 نوفمبر – جوس داردن لاعب كرة قدم بلجيكي.

### ديسمبر
- 1 ديسمبر – فرانسوا فان در إلست لاعب كرة قدم بلجيكي.

## وفيات

### فبراير
- 11 فبراير – بيار شارل (مواليد 1883) قسيس كاثوليكي بلجيكي.
- 25 فبراير – أوغست بيريه (مواليد 1874) مهندس معماري فرنسي.